# Hedspelspindel
Hedspelspindel (Scandichrestus tenuis) är en spindelart som först beskrevs av Holm 1943.  Hedspelspindel ingår i släktet Scandichrestus och familjen täckvävarspindlar. Arten är reproducerande i Sverige. Inga underarter finns listade i Catalogue of Life.